# Aura (альбом Майлза Дэвиса)
Aura — концептуальный альбом джазового трубача Майлза Дэвиса, спродюсированный датским композитором и трубачом Палле Миккельборгом, выпущенный в 1989 году. Все композиции и аранжировки написаны Миккельборгом, который ранее написал одноименную сюиту в честь присуждения Дэвису музыкальной премии Леони Соннинг в декабре 1984 года, когда был выпущен альбом Decoy.
Aura является последним прижизненным альбомом Майлза Дэвиса.

## Музыка
Главная тема альбома, Intro, состоит из 10 нот, образованных буквами «MILESDAVIS» (см. Мотив BACH и гексахорд Шенберга «EsCHBEG», а также таблицу в статье Musical notes # Accidentals). Она вводится в начале над продолжительным аккордом из тех же нот. Следующие 9 частей сюиты (композиции) представляют цвета, которые Миккельборг увидел в ауре Майлза Дэвиса и воплотил в музыку.
Музыка написана для расширенного биг-бэнда, а сердце группы сформировано Биг-бэндом Датского радио, в котором участвуют Нильс-Хеннинг Эрстед Педерсен, Томас Клаузен и Мэрилин Мазур. Также в записи приняли участие Джон Маклафлин и племянник Майлза Дэвиса Винсент Уилберн. Сессии записи проходили в Копенгагене в 1985 году по собственной инициативе Дэвиса, так как он был очень польщен и доволен сюитой. Это был первый раз, когда Майлз Дэвис записывался с биг-бэндом за более чем 20 лет. Aura, однако, не является классическим джазовым альбомом биг-бэнда. Музыку, пожалуй, лучше всего отнести к категории фьюжн-джаза с сильным привкусом современной классической музыки, поскольку многие черты композиций раскрывают вдохновение Миккельборга от таких композиторов, как Оливье Мессиан и Чарльз Айвс .
Хотя альбом был записан в студии Easy Sound Studios в Копенгагене в 1985 году, из-за проблем с контрактом его выпуск был отложен до 1989 года. В сентябре 1985 года Дэвис заявил, что Columbia не выпустит его, и назвал это причиной смены лейбла и подписания контракта с Warner, в то время как сама Columbia заявила, что проблема связана с собственными контрактами Миккельборга. 7 сентября 1989 года альбом Aura получил премию Грэмми за лучшее джазовое инструментальное исполнение .

## Критика
| Оценки критиков               | Оценки критиков                                                                    |
| Источник                      | Оценка                                                                             |
| ----------------------------- | ---------------------------------------------------------------------------------- |
| AllMusic                      | 3,5 из 5 звёзд · 3,5 из 5 звёзд · 3,5 из 5 звёзд · 3,5 из 5 звёзд · 3,5 из 5 звёзд |
| Encyclopedia of Popular Music | 4 из 5 звёзд · 4 из 5 звёзд · 4 из 5 звёзд · 4 из 5 звёзд · 4 из 5 звёзд           |

Альбом был положительно оценен музыкальными критиками. Редактор журнала Allmusic Том Джурек описал его музыку как «смесь классического импрессионизма, европейской новой музыки, джаза, рока, электроники и других жанров». Он назвал альбом Миккельборга «прекрасным прощальным подарком» для Дэвиса и написал: «Как дань уважения и отдельная оркестровая работа, он довольно трогательный и красивый, полный угрюмых интермедий и воспоминаний о нюансах, цвете, текстуре и динамике. С фирменным, приглушенным и тёплым звучанием Дэвиса, музыка почти завораживает.» Уэс Лонг из PopMatters назвал Aura «безжалостно изобретательной», «вечно капризным шедевром» и «вполне возможно, последним монументальным усилием» Дэвиса. Фред Каплан из Нью-Йорка прокомментировал, что релиз вышел из эпохи «механической колеи» для Дэвиса, и назвал Aura «трясущим синтезом джаза, рока и классической музыки под влиянием Мессиана, который освещает путь в будущее, который, к сожалению, не соблюдается».
Тодд С. Дженкинс из All About Jazz прокомментировал, что альбом «успешно сочетает в себе электрический стиль Майлза с ощущением его более ранних работ в биг-бэнде с Гилом Эвансом, еще одним источником вдохновения Миккельборга». В заключение он написал: «Работа Миккельборга дала Майлзу возможность еще раз коснуться многих фаз его карьеры, которых он коснулся, а затем проплыл мимо. Если какой-либо альбом Майлза после Bitches Brew следует считать важным, то это тот самый. Чистая магия от начала до конца.» В «Путеводителе по записям Кристгау: 80-е» (1990) музыкальный критик Роберт Кристгау назвал его лучшим релизом Дэвиса 1980-х. В The New Rolling Stone Album Guide (2004) музыкальный журналист Пол Эванс назвал Aura «авантюрной и подчеркнуто не ориентированной на поп-музыку биг-бэндом».

## Список композиций
Все композиции написаны и аранжированы Палле Миккельборгом.
1. «Intro» — 4:48
2. «White» — 6:07
3. «Yellow» — 6:55
4. «Orange» — 8:41
5. «Red» — 6:05
6. «Green» — 8:13
7. «Blue» — 6:36
8. «Electric Red» — 4:19
9. «Indigo» — 6:06
10. «Violet» — 9:04

## Состав
- Труба: Майлз Дэвис
- Трубы и флюгельгорны: Бенни Розенфельд, Идрис Сулиман, Йенс Винтер, Палле Болвиг, Перри Кнудсен
- Тромбоны: Йенс Энгель, Туре Ларсен, Винсент Нильссон
- Бас-тромбоны: Оле Курт Йенсен, Аксель Виндфельд
- Туба: Аксель Виндфельд
- Деревянные духовые, флейта: Йеспер Тило, Пер Карстен, Уффе Карсков, Бент Йедиг, Флемминг Мэдсен
- Клавишные: Кеннет Кнудсен, Оле Кок Хансен, Томас Клаузен
- Гитары: Бьярн Рупе, Джон Маклафлин
- Бас-гитара: Нильс-Хеннинг Эрстед Педерсен
- Бас-гитара Fender и безладовый бас: Бо Стиф
- Барабаны: Винсент Уилберн мл., Леннарт Грувштедт
- Электронные барабаны: Винсент Уилберн мл.
- Перкуссионные: Итан Вайсгаард, Мэрилин Мазур
- Арфа: Лилиан Торнквист
- Гобой и английский рожок: Нильс Эдже
- Вокал: Ева Хесс-Тайсен
- Дополнительная труба и флюгельгорн: Палле Миккельборг

## Производство
- Продюсер: Палле Миккельборг
- Инженеры: Хенрик Лунд, Нильс Эрик Ланд
- Художник-постановщик: Стейси Драммонд
- Фотография: Жиль Ларрен